# Sentence de mort
À ne pas confondre avec le giallo Sentences de mort.
Pour plus de détails, voir Fiche technique et Distribution.
Sentence de mort (Sentenza di morte)  est un western spaghetti, réalisé par Mario Lanfranchi en 1968.

## Synopsis
Cash, un jeune pistolero veut venger la mort de son frère tué par quatre hommes lors d'un braquage.

## Fiche technique
- Titre original : Sentenza di morte
- Titre français : Sentence de mort[1]
- Réalisation et scénario : Mario Lanfranchi
- Production : Sandro Bolchi, Alberto Puccini
- Photographie : Antonio Secchi
- Montage :  Franco Attenni
- Musique : Gianni Ferrio
- Pays de production : Italie
- Langue : italien
- Genre : Western
- Durée : 90 minutes
- Dates de sortie :
  - Italie : 1er janvier 1968
  - France : 5 aout 1970

## Distribution
- Robin Clarke (VF : Jacques Thébault) : Cash
- Richard Conte (VF : Jacques Beauchey) : Diaz
- Enrico Maria Salerno (VF : Jacques Deschamps) : Montero
- Adolfo Celi (VF : René Arrieu) : Baldwin
- Tomas Milian (VF : Hubert Noël) : O'Hara
- Lili Lembo : La prostituée blonde
- Luciano Rossi : Paco
- Glauco Scarlini (VF : Georges Atlas) : Perdant au poker
- Eleonora Brown : Sally
- Monica Pardo (VF : Michèle Montel) : la compagne de Diaz
- Raffaele di Mario (VF : Michel Barbey) : le tavernier